# Кручень (Тіміш)
Кручень, Кручені (рум. Cruceni) — село у повіті Тіміш в Румунії. Входить до складу комуни Фоєнь.
Село розташоване на відстані 426 км на захід від Бухареста, 41 км на південний захід від Тімішоари.

## Населення
За даними останнього перепису населення в 2002 році в селі проживали 533 особи.
Національний склад населення села:
| Національність | Кількість осіб | Відсоток |
| -------------- | -------------- | -------- |
| румуни         | 286            | 53,7 %   |
| угорці         | 228            | 42,8 %   |
| серби          | 9              | 1,7 %    |
| цигани         | 6              | 1,1 %    |

Рідною мовою назвали:
| Мова      | Кількість осіб | Відсоток |
| --------- | -------------- | -------- |
| угорська  | 278            | 52,2 %   |
| румунська | 238            | 44,7 %   |
| сербська  | 9              | 1,7 %    |